# Speaking of the Weather
Speaking of the Weather este o desene animate Merrie Melodies  în regia lui Frank Tashlin în 1937.

## Sinopsis
...